# Monika Jadwiga Krajewska-Wędzina
Monika Jadwiga Krajewska-Wędzina – polska lekarz weterynarii, doktor habilitowany nauk rolniczych, adiunkt na Uniwersytecie Przyrodniczym w Lublinie i w Państwowym Instytucie Weterynaryjnym – Państwowym Instytucie Badawczym.

## Kariera naukowa
W 2005 roku na Akademii Rolniczej w Lublinie uzyskała tytuł lekarza weterynarii. W tym samym roku została zatrudniona w Państwowym Instytucie Weterynaryjnym – Państwowym Instytucie Badawczym, gdzie w 2016 roku uzyskała stopień doktora nauk weterynaryjnych na podstawie rozprawy pt. Charakterystyka szczepów Mycobacterium bovis izolowanych od zwierząt w Polsce, której promotorem był Krzysztof Szulowski. W 2023 roku ten sam instytut nadał jej stopień doktora habilitowanego nauk weterynaryjnych na podstawie pracy pt. Gruźlica bydlęca u gatunków innych niż bydło – diagnostyka i terapia. W 2023 roku została zatrudniona w Uniwersytecie Przyrodniczym w Lublinie.